# Felsőróna
Felsőróna (románul: Rona de Sus, ukránul: Бишня Рівня, jiddisül אויבר-רינה, németül: Oberrohnen) falu Romániában, Máramaros megyében.

## Fekvése
Máramarosszigettől délkeletre, a Róna patak jobb partján, Alsóróna és Rónaszék közt fekvő település.

## Története
Nevét a Róna-patakról kapta. 1360-ban Felseurouna, 1390-ben Felsewrowna, 1808-ban Felső-Rhona, Gornj Runa és Rona gye szusz néven írták.
Lajos király 1360-ban a szaploncai román nemesek közül való Péter fia Sztánnak adományozta. 1378-ban a Balk rokonságához tartozó Dragomér fia Iván kapta, de később visszatért a szaploncaiak birtokába. 1500 körül lett királyi birtok és a sókaramara nagybocskói uradalmának falva. Tisztán jobbágyfalu volt, eredeti lakossága valószínűleg román, a 18. század végére már teljesen ruszin. 1778-ban már működött görögkatolikus iskolája. 1920-ban hozzácsatolták Terebesfejérpatak Romániához került határrészeit. 1926-ban ezekből és Rónatája (románul: Rona-Plai) településrészből létrehozták Visóvölgy falut.
1838-ban 1151 görögkatolikus és 53 római katolikus vallású lakosa volt.
1910-ben 3137 lakosából 2547 volt ruszin, 379 magyar és 198 német anyanyelvű; 2446 görögkatolikus, 539 zsidó és 135 római katolikus vallású.
2002-ben 3916 lakosából 3745 volt ukrán, 145 román és 19 magyar nemzetiségű; 3259 ortodox, 35 baptista, 28 görög és 25 római katolikus vallású.

## Látnivalók
- Hatvankét hektáros védett tölgyerdő.
- Ukrán ortodox kolostorát 1992-ben alapították. Búcsúját augusztus 28-án tartják.

## Híres emberek
- Itt született 1910-ben Wolf Tambur jiddis író.

## Külső hivatkozások
- A kolostor honlapja (románul)
- A tölgyerdő ismertetése (románul)